# Voce - The Best Of
Voce - The Best Of è la prima raccolta della cantante italiana Arisa, pubblicata il 25 novembre 2016 dalla Warner Music Italy.

## Descrizione
Settimo album discografico complessivo di Arisa, segna la conclusione del sodalizio artistico tra la cantante e la Warner Music Italy, etichetta che aveva promosso l'artista sin dal suo esordio.
La raccolta contiene gran parte dei singoli pubblicati da Arisa dal 2009 al 2014, con l'aggiunta dell'inedito composto nel 2016, Una cantante di musica leggera, in collaborazione con Tricarico e pubblicato come singolo l'11 novembre dello stesso anno.

## Tracce
1. Una cantante di musica leggera (con Tricarico) – 3:48 (Gennaro Romano)
2. Abbi cura di te – 3:58 (testo: Marco Conidi – musica: Giuseppe Anastasi, Giuseppe Mangiaracina, Maurizio Filardo)
3. Sincerità – 3:18 (testo: Giuseppe Anastasi – musica: Giuseppe Anastasi, Giuseppe Mangiaracina, Maurizio Filardo)
4. La notte – 3:55 (Giuseppe Anastasi)
5. Quante parole che non dici – 3:52 (Dimartino, Arisa)
6. Controvento – 3:39 (Giuseppe Anastasi)
7. Una notte ancora – 3:21 (testo: Arisa – musica: Andy Ferrara)
8. Fragili (con Club Dogo) – 4:25 (testo: Gué Pequeno, Jake La Furia, Alessandro Raina – musica: Don Joe, Giuseppe D'Albenzio, Jayson M De Zuzio)
9. Ci sei e se non ci sei – 3:57 (Giuseppe Anastasi)
10. Guardando il cielo – 3:44 (Giuseppe Anastasi)
11. La cosa più importante – 4:04 (Christian Lavoro, Arisa)
12. Io sono – 3:31 (testo: Giuseppe Anastasi – musica: Giuseppe Anastasi, Giuseppe Mangiaracina, Maurizio Filardo)
13. Malamorenò – 3:01 (Giuseppe Anastasi)
14. Poi però – 3:21 (Giuseppe Anastasi)
15. Meraviglioso amore mio – 3:57 (Giuseppe Anastasi)
16. Il tempo che verrà – 3:30 (testo: Giuseppe Anastasi, Arisa – musica: Gioni Barbera)
17. Amami – 3:55 (Arisa)
18. L'amore è un'altra cosa – 3:43 (Giuseppe Anastasi)
19. Pace – 3:22 (Giuseppe Anastasi)

## Classifiche
| Classifica (2016) | Posizione massima |
| ----------------- | ----------------- |
| Italia            | 53                |